# 젖 물림

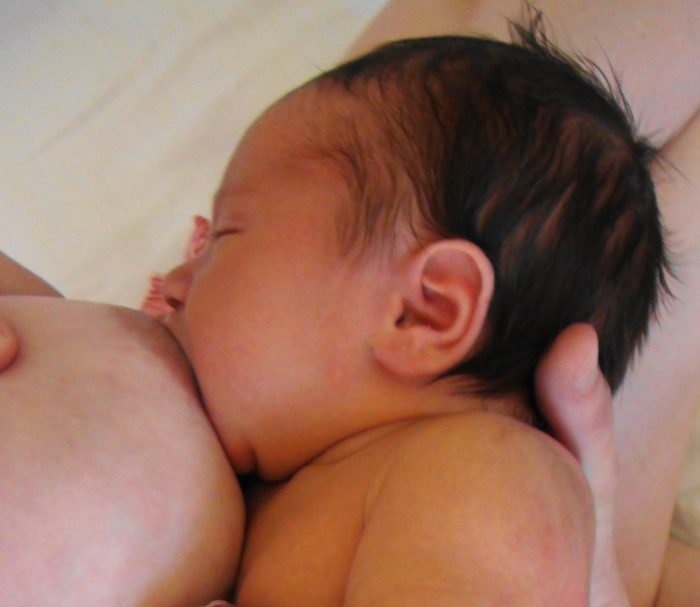
좋은 젖 물림. 유륜 아랫부분이 아기 입 안에 잘 들어가고, 아기 입이 활짝 열려 있다. 입술은 바깥쪽으로 벌어져 있다.

젖 물림(영어: latch) 또는 젖 무는 자세는 모유 수유 중 아기가 유방을 빠는 방식을 말한다. 젖 물림이 좋으면 모유의 흐름이 원활해지고 엄마의 유두 불편함을 최소화할 수 있다. 반면, 젖 물림이 좋지 않으면 아기에게 모유가 제대로 전달되지 않아 유두가 아프고 갈라질 수 있다. 젖 물림이 좋으면 유두와 유륜의 상당 부분이 아기의 입 안에 있게 된다.

## 통증

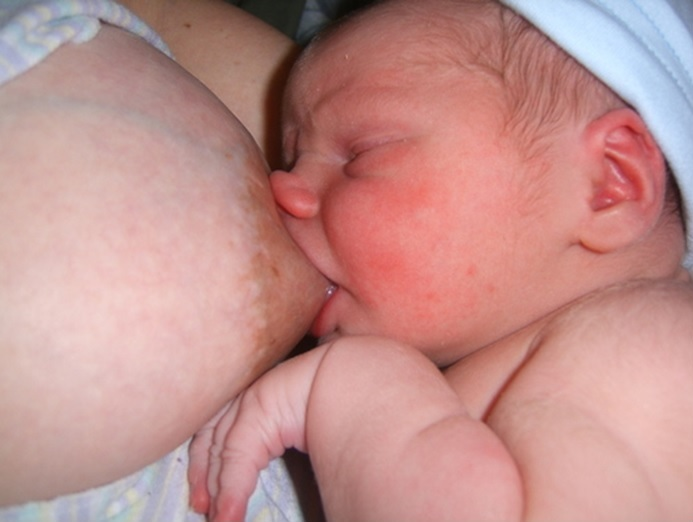
혀가 유륜에 제대로 닿지 않는 얕은 젖물림은 통증과 모유 분비 불량을 초래한다.

## 좋은 젖 물림

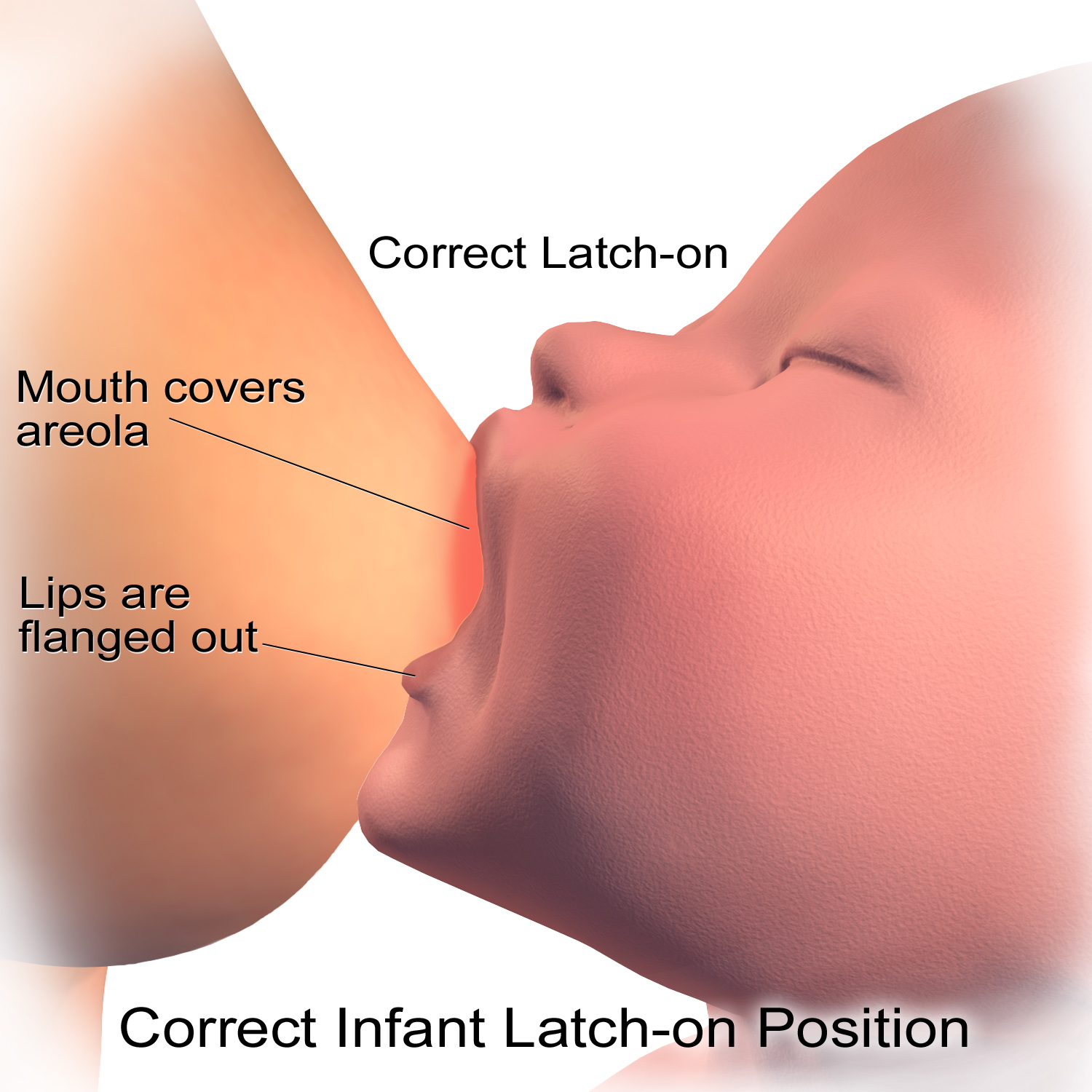
젖물림 그림

## 같이 보기
- 유두 자극